# 東市来町長里
東市来町長里（ひがしいちきちょうながさと）は、鹿児島県日置市の大字。旧薩摩国日置郡市来郷長里村、日置郡東市来村大字長里、日置郡東市来町大字長里。郵便番号は899-2202。人口は3,232人、世帯数は1,290世帯（2020年10月1日現在）。

## 地理
日置市の西部、江口川中流域に所在している。字域の北方に東市来町湯田、南方に東市来町美山、東方に東市来町伊作田、西方に東市来町養母が接している。
字域の東部をほぼ南北に国道3号が通っており、それに沿って鹿児島本線が通っている。字域内には東市来駅が所在しており、東市来駅より鹿児島方面は複線となり、川内方面は単線となる。長里橋交差点からは東方に鹿児島県道303号江口長里線が通っており、対岸にある東市来支所入口交差点からは西方に鹿児島県道305号養母長里線が通っている。
南部には美山入口交差点で鹿児島県道24号鹿児島東市来線が分岐しており、日置市街や美山方面へ接続する。北部には鹿児島県道309号山田湯之元停車場線が東西に通っており、日置広域農道が南北に通っている。南端部には南九州西回り自動車道が南北に通っている。中央部には日置市役所東市来支所や日置市立東市来中学校、日置市立鶴丸小学校が所在しており、北部には鹿児島県消防学校が所在している。

### 河川
- 江口川 - 字域内を東西に流れる河川。

## 歴史

### 成立から町村制施行まで
長里という地名は古くは南北朝時代より見え、当時は永里名と称され、薩摩国市来院のうちであり、名田名であった。応安5年の市来氏関連文書には「永里名」という地名が見えている。
江戸時代には薩摩国市来郷（外城）のうちで、村高は「天保郷帳」では1,916石余、「旧高旧領取調帳」では1,543石余であった。「県地誌」では戸数469戸、人口1,960人であった。1878年（明治11年）に鶴丸小学が設置された。

### 町村制施行以後
1889年（明治22年）4月1日に町村制が施行されたのに伴い、市来郷のうち東半分の区域にあたる長里村・養母村・湯田村・伊作田村・神之川村の区域より日置郡東市来村が成立した。それまでの長里村は東市来村の大字「長里」となった。また町村制による東市来村役場が長里に置かれた。1913年（大正2年）10月11日には川内線（のちの鹿児島本線の一部）のうち鹿児島市の鹿児島駅から東市来駅までの区間が開通し、長里には東市来駅が設置された。翌年の1914年（大正3年）には川内駅までが開通した。1929年（昭和4年）4月1日には東市来駅前郵便局が設置され、1941年（昭和16年）4月1日に東市来長里郵便局に改称した。1937年（昭和12年）4月1日には東市来村が町制施行し東市来町となった。
1946年（昭和21年）3月7日に警察法の規定に基づき長里に自治体警察である東市来町警察が設置された。1947年（昭和22年）には東市来町立東市来中学校（現在の日置市立東市来中学校）が設立された。1951年（昭和26年）9月30日には東市来町警察が国家地方警察鹿児島県本部に引き継がれ、東市来地区国家警察署が置かれたが、1954年（昭和29年）に串木野警察署に統合された。1976年（昭和51年）には鹿児島市小野町に置かれていた鹿児島県消防学校が長里に移転した。
2005年（平成17年）5月1日に東市来町が日置郡伊集院町、吹上町、日吉町と合併し日置市が成立した。この合併に先立って設置された法定合併協議会である「日置中央合併協議会」において大字名については「字の区域は、現行どおりとし、現行の字の名称の前に当該字の属する合併前の町の名称を付し、字の名称を変更する。」と協定された。
合併日の2005年（平成17年）5月1日に鹿児島県の告示である「 字の名称の変更」が鹿児島県公報に掲載された。この告示の規定に基づき即日大字の名称変更が行われ、大字名が「長里」から「東市来町長里」に改称された。

## 人口
以下の表は国勢調査による小地域集計が開始された1995年以降の人口の推移である。
| 統計年             | 統計年 | 人口  | 人口 |
| ------------------ | ------ | ----- | ---- |
| 1995年（平成7年）  | [ 17 ] | 3,453 |      |
| 2000年（平成12年） | [ 18 ] | 3,335 |      |
| 2005年（平成17年） | [ 19 ] | 3,368 |      |
| 2010年（平成22年） | [ 20 ] | 3,474 |      |
| 2015年（平成27年） | [ 21 ] | 3,411 |      |
| 2020年（令和2年）  | [ 3 ]  | 3,232 |      |

## 施設

### 公共
- 日置市役所東市来支所
- 東市来図書館
- 日置市立東市来学校給食センター
- 鹿児島県立消防学校

### 教育
- 日置市立東市来中学校
- 日置市立鶴丸小学校
- 東市来幼稚園
- ひらまつ保育園
- 鶴城寺保育園

### 郵便局
- 東市来長里郵便局[22]

### 寺社
- 東市来護国神社
- 山神社
- 藤之尾神社

## 教育

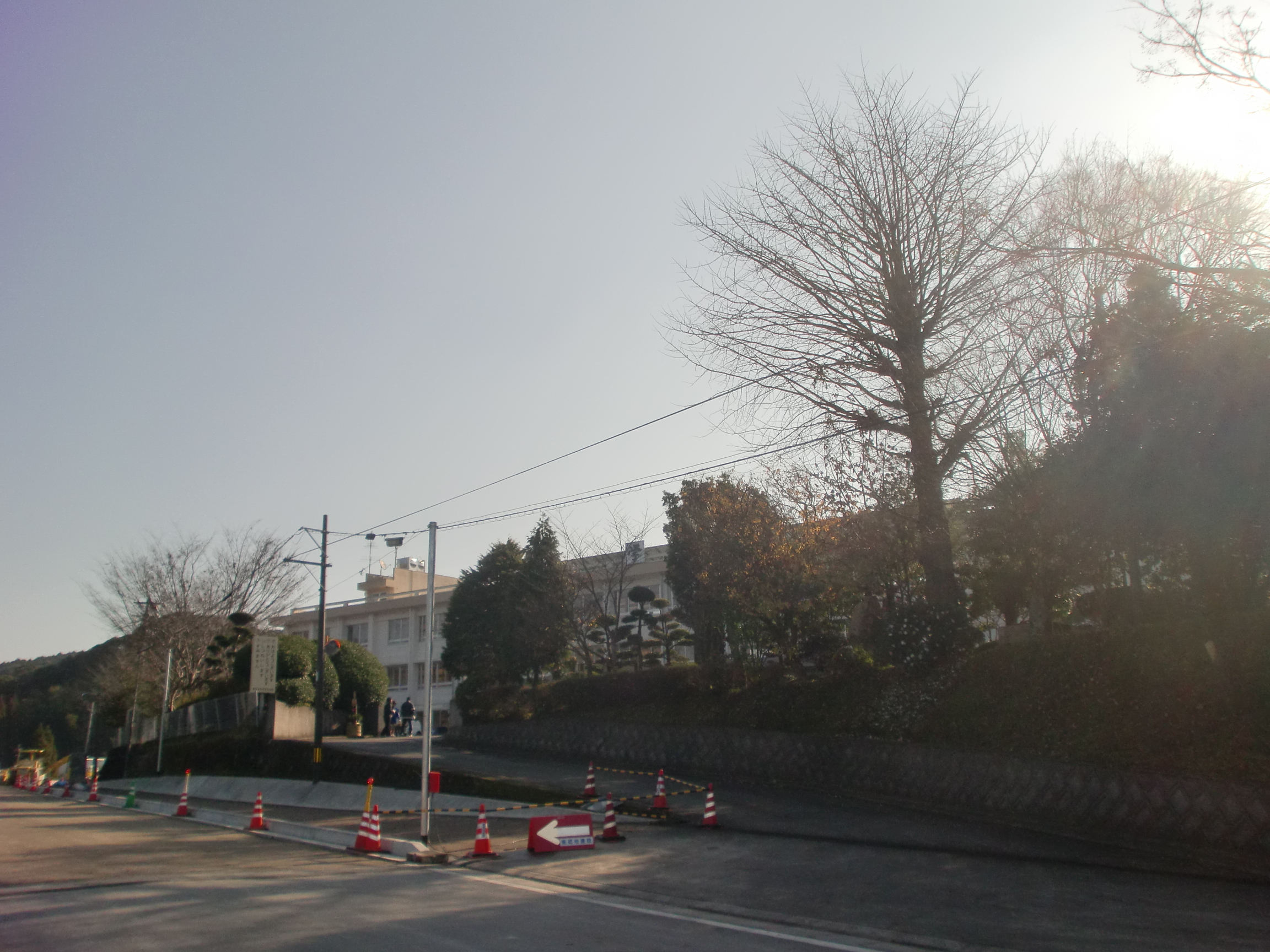
日置市立東市来中学校

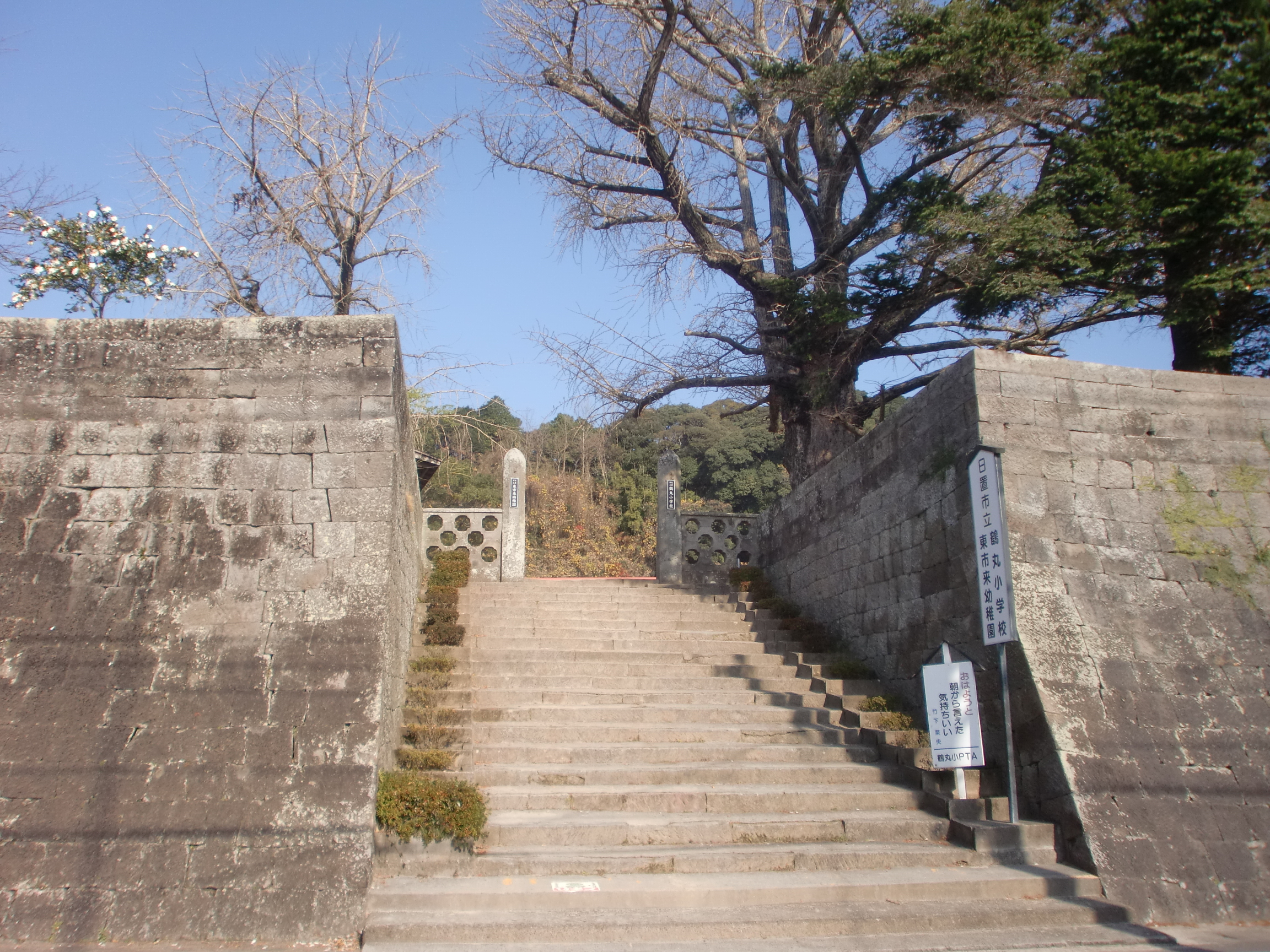
日置市立鶴丸小学校

東市来町長里には「日置市立東市来中学校」、「日置市立鶴丸小学校」が所在している。

### 中学校
「日置市立東市来中学校」は、東市来町長里2684番地2にある中学校である。1947年（昭和22年）に東市来町立東市来中学校として設立された。1957年（昭和32年）には大字美山（現在の東市来町美山）にあった東市来町立下伊集院西中学校を統合した。旧東市来町の区域にあたる日置市立鶴丸小学校・日置市立湯田小学校・日置市立伊作田小学校・日置市立美山小学校の通学区域を校区としている。

### 小学校
「日置市立鶴丸小学校」は、東市来町長里165番地2にある小学校である。西南戦争以前には薩摩藩の学舎を設けて教育が行われていたが、西南戦争により閉校している。西南戦争終戦後の1878年（明治11年）に鶴丸小学として設置され、その後高等尋常小学校・国民学校を経て、1947年（昭和22年）に東市来町立鶴丸小学校となった。

### 小・中学校の学区
市立小・中学校に通う場合、学区（校区）は以下の通りとなる
| 大字         | 番地 | 小学校             | 中学校               |
| ------------ | ---- | ------------------ | -------------------- |
| 東市来町長里 | 全域 | 日置市立鶴丸小学校 | 日置市立東市来中学校 |

## 交通

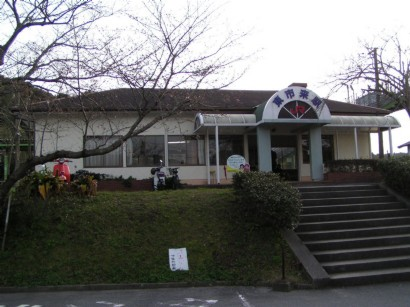
東市来駅

### 道路
一般国道
- 国道3号

主要地方道
- 鹿児島県道24号鹿児島東市来線

一般県道
- 鹿児島県道303号江口長里線
- 鹿児島県道305号養母長里線
- 鹿児島県道309号山田湯之元停車場線

広域農道
- 日置広域農道

### 鉄道
九州旅客鉄道
- 東市来駅